# Christian Muomaife
Christian Muomaife est un footballeur nigérian né le 20 décembre 1987 à Owerri.

## Carrière
- 2006-2011 : Viborg FF  Danemark : 36 matchs, 8 buts
- 2011-... : ÍF Fuglafjørður  Îles Féroé : 15 matchs, 12 buts[1],[2]